# Heinz Schöbel

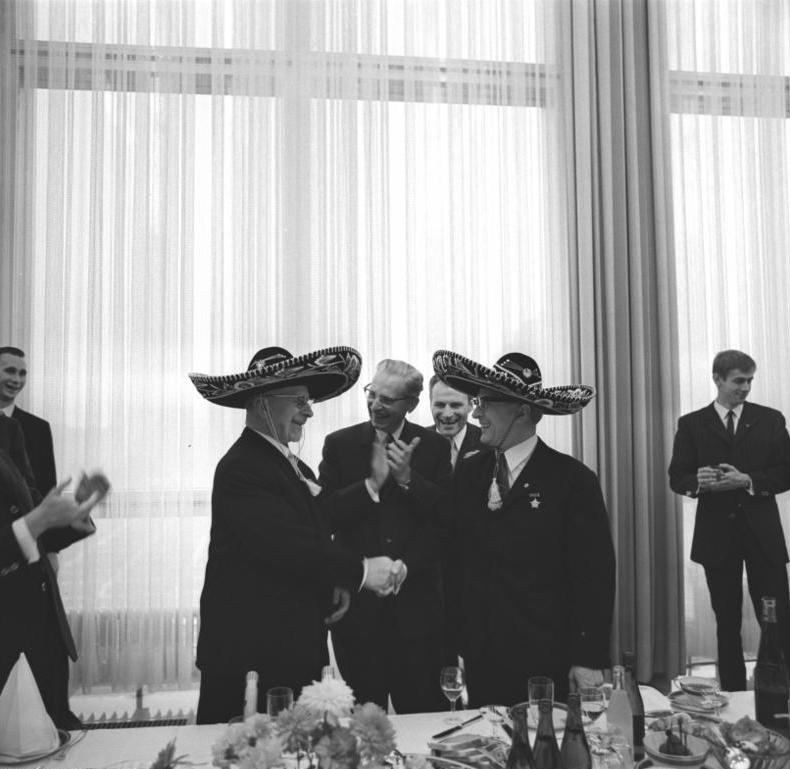
Heinz Schöbel (Mitte) in 1968

Heinz Schöbel (* 14. Oktober 1913 in Mockau; † 25. April 1980 in Leipzig) war ein deutscher Verleger und Sportfunktionär in der Deutschen Demokratischen Republik (DDR). Er wirkte von 1955 bis 1973 als Präsident des Nationalen Olympischen Komitees der DDR und gehörte von 1966 bis zu seinem Tod dem Internationalen Olympischen Komitee (IOC) an.

## Leben
Heinz Schöbel wurde 1913 als Sohn eines Metallarbeiters in Mockau geboren, wo er die Volksschule besuchte und Fußball im Arbeiter-Turn- und Sportbund spielte. Von 1928 bis 1931 absolvierte er in seiner Geburtsstadt eine Ausbildung zum Buchhändler. Von 1931 bis 1935 war er Gehilfe bei der F. Volckmar KG. Ab 1938 wirkte er als Abteilungsleiter und Prokurist beim Leipziger Paul-List-Verlag, den er ab 1945 leitete. In der Zeit von 1934 bis 1939 gehörte er dem Reichsbund deutscher Buchhändler an. Von 1939 bis 1945 war er Wachtmeister in einem Artillerieregiment.
Nach dem Ende des Zweiten Weltkriegs wurde er zunächst Mitglied der Sozialdemokratischen Partei Deutschlands (SPD), mit der Zwangsvereinigung von SPD und KPD zur SED 1946 wurde er Mitglied der Sozialistischen Einheitspartei Deutschlands (SED). Im Jahr 1949 gründete er den Fachbuchverlag Leipzig, den er später leitete. Von 1968 bis 1978 war er Direktor des Deutschen Verlags für Grundstoffindustrie.
Heinz Schöbel leitete von 1953 bis 1958 die Sektion Fußball des Deutschen Sportausschusses, aus der 1958 der Deutsche Fußball-Verband der DDR entstand. Vom 26. Februar 1955 bis zum 16. März 1973 war er Präsident des Nationalen Olympischen Komitees der DDR. Anders als sein Vorgänger Kurt Edel konnte er diplomatisch geschickt die Konflikte mit dem westdeutschen NOK für Deutschland um die Nominierung einer gesamtdeutschen Mannschaft für die Olympiade 1956 im Sinne des IOC lösen. Von 1957 bis 1980 war er Mitglied des Präsidiums des Deutschen Turn- und Sportbunds, der zentralen Massenorganisation in der DDR für den Bereich des Sports. Im Jahr 1966 wurde er in das Internationale Olympische Komitee (IOC) aufgenommen, dem er bis zu seinem Tod angehörte. Er starb 1980 in seiner Heimatstadt.
Schöbel gehörte zu der ersten Generation der Sportfunktionäre, die die deutsche Teilung bedauerten und sie unter anderem unselig nannte. Er wurde international wegen seiner humanistischen Bildung und Mehrsprachigkeit geschätzt, so dass er dem IOC leichter als sein Vorgänger im Amt, Kurt Edel, als Mitglied vermittelbar war.

## Auszeichnungen
Die Deutsche Hochschule für Körperkultur in Leipzig verlieh Heinz Schöbel 1960 einen Ehrendoktortitel. Er erhielt außerdem dreimal den Vaterländischen Verdienstorden sowie den Stern der Völkerfreundschaft und den Orden Banner der Arbeit.

## Schriften (Auswahl)
- Olympia und seine Spiele. Sportverlag, Berlin 1965, 1967, 1971, 2000 und 2002 (außerdem Urania, Leipzig 1976, 1980 und 1988)
- Die vier Dimensionen des Avery Brundage. Internationale Olympic Editions, Lausanne und Stuttgart 1968